# Osred II di Northumbria
Osred (... – 14 settembre 792) regnò sulla Northumbria dal 789 al 790.

## Biografia
Era figlio di Alhred e Osgifu, figlia di Eadberht. Successe sul trono a Ælfwald, figlio del fratello materno Oswulf, ucciso dall'ealdorman Sicga. Dopo appena un anno di regno fu deposto per essere sostituito proprio con Æthelred, figlio di Æthelwald Moll. Osbert fu esiliato, sembra nell'isola di Man. Tornò dall'esilio nel 792 e la cronaca anglosassone riferisce che fu «arrestato e ucciso il diciottesimo giorno prima delle calende di ottobre». Il suo corpo venne sepolto nel priorato di Tynemouth.